# Le Dernier Royaume (film)
Pour le roman, voir Le Dernier Royaume.
Pour plus de détails, voir Fiche technique et Distribution.
Le Dernier Royaume (鴻門宴, Hong men yan chuan qi) est un film chinois réalisé par Daniel Lee Yan-kong, sorti en 2011.

## Synopsis
Au IIIe siècle av. J.-C., lors du déclin de la dynastie Qin, deux généraux, Xiang Yu et Liu Bang, tentent de prendre le pouvoir coûte que coûte. Un pacte est signé entre eux : le premier à s'emparer de la capitale Xianyang deviendra le nouvel empereur.

## Fiche technique
- Titre : Le Dernier Royaume
- Titre original : 鴻門宴 (Hong men yan chuan qi)
- Titre anglais : White Vengeance
- Réalisation : Daniel Lee Yan-kong
- Scénario : Daniel Lee Yan-kong
- Musique : Henry Lai
- Photographie : Tony Cheung
- Montage : Man To Tang
- Production : Susanna Tsang
- Société de production : Visualizer Film Productions et Starlight International Media
- Société de distribution : Mei Ah Entertainment
- Pays :  Chine
- Genre : Action, drame et historique
- Durée : 135 minutes
- Dates de sortie : 
  - Chine : 29 novembre 2011

## Distribution
- Feng Shaofeng : Xiang Yu
- Leon Lai : Liu Bang
- Zhang Hanyu : Zhang Liang
- Anthony Wong Chau-sang : Fan Zeng
- Liu Yifei : Yu Ji
- Jordan Chan : Fan Kuai
- Andy On : Han Xin
- Xiu Qing : Xiao He
- Ding Haifeng : Xiang Zhuang
- Xu Xiangdong : Xiang Bo
- Chen Zhihui : Xiahou Ying
- Zhao Huinan : Empereur Yi de Chu
- Du Yuming : Long Ju
- Wu Ma : le grand tuteur
- Chen Kuan-tai : le guerrier barbu

## Accueil
Charles Webb pour MTV a qualifié le film de « trop générique ».